# IPStar
iPStar é um operador de satélites de banda larga da região Ásia-Pacífico. Tem um histórico de sucesso em fornecimento de serviços a indústria de telecomunicações da região, presta serviços as empresas e administrações governamentais com capacidade e serviços de banda larga via satélite de baixo custo.

## Satélites
| Satélite | Fabricante                   | Data do lançamento   | Veiculo de lançamento | Estado        | Nota                                      |
| -------- | ---------------------------- | -------------------- | --------------------- | ------------- | ----------------------------------------- |
| iPStar 1 | Space Systems/Loral          | 11 de agosto de 2005 | Ariane 5GS            | Ativo         | Também conhecido por MEASAT 5 e Thaicom 4 |
| iPStar 2 | Orbital Sciences Corporation | Planejado para 2016  | Falcon 9 v1.1         | Em construção | Também conhecido por Thaicom 8            |